# Alice Brill
Alice Brill (Colonia, 13 de diciembre de 1920 - Itu, 29 de junio de 2013) fue una pintora, fotógrafa y crítica de arte germanobrasileña.

## Biografía
Nació en una familia judía que huyendo del nazismo se fue refugiando en España, Italia y Holanda antes de asentarse definitivamente en Brasil. Su padre murió en el campo de concentración Jungfernhof en 1942.
Con 16 años estudió con el pintor Paulo Rossi Osir, que influenció su producción de fotografías y pinturas en batik. Participó en el Grupo Santa Helena, asociación informal de pintores paulistas, donde conoció a Mario Zanini o Alfredo Volpi. En 1946, ganó una beca de la Fundación Hillel para estudiar en la Universidad de Nuevo México y en la Art Students League of New York.
A su regreso a Brasil en 1948 trabajó como fotógrafa de la revista “Habitat”, coordenada por la arquitecta Lina Bo Bardi, y documentó con sus diseños exposiciones de los museos MASP o MAM-SP.  También participó en una expedición fotografiando indios karajás .

## Escritos
- Mario Zanini e seu tempo (Perspectiva, 1984)
- Da arte e da linguagem (Perspectiva, 1988)
- Flexor (Edusp, 1990)